# Campeonato Sudamericano de Voleibol Femenino Sub-22 de 2014
El I Campeonato Sudamericano de Voleibol Femenino Sub-22 se realizó en Popayán, Colombia  del 20 al 24 de agosto de 2014. Las selecciones compitieron por dos cupos para el Campeonato Mundial de Voleibol Femenino Sub-23 de 2015 a realizarse en Turquía.

## Equipos participantes
- Argentina
- Brasil
- Chile
- Colombia (local)
- Perú
- Venezuela

## Grupo
- Las horas indicadas corresponden al huso horario local de Colombia (Tiempo del este – ET): UTC-5

### Clasificación
– Clasificado al Campeonato Mundial de Voleibol Femenino Sub-23 de 2015
|     |           |     | Partidos | Partidos | Partidos | Sets | Sets | Sets  | Puntos | Puntos | Puntos |
| Pos | Equipo    | Pts | PJ       | PG       | PP       | SG   | SP   | Ratio | PG     | PP     | Ratio  |
| --- | --------- | --- | -------- | -------- | -------- | ---- | ---- | ----- | ------ | ------ | ------ |
| 1   | Brasil    | 15  | 5        | 5        | 0        | 15   | 0    | MAX   | 375    | 210    | 1.786  |
| 2   | Colombia  | 12  | 5        | 4        | 1        | 12   | 4    | 3.000 | 356    | 308    | 1.156  |
| 3   | Perú      | 8   | 5        | 3        | 2        | 9    | 9    | 1.000 | 389    | 369    | 1.054  |
| 4   | Argentina | 7   | 5        | 2        | 3        | 8    | 10   | 0.800 | 371    | 381    | 0.974  |
| 5   | Chile     | 3   | 5        | 1        | 4        | 5    | 12   | 0.417 | 301    | 403    | 0.747  |
| 6   | Venezuela | 0   | 5        | 0        | 5        | 1    | 15   | 0.083 | 277    | 398    | 0.696  |

## Resultados
| Fecha    | Partidos              | Resultado | Set   | Set   | Set   | Set   | Set   | Puntuación total |
| Fecha    | Partidos              | Resultado | 1     | 2     | 3     | 4     | 5     | Puntuación total |
| -------- | --------------------- | --------- | ----- | ----- | ----- | ----- | ----- | ---------------- |
| 20-08-14 | Perú - Argentina      | 3–2       | 18-25 | 25-21 | 25-21 | 21-25 | 15-10 | 108–100          |
| 20-08-14 | Brasil - Chile        | 3–0       | 25-14 | 25-14 | 25-09 |       |       | 75–37            |
| 20-08-14 | Colombia - Venezuela  | 3–1       | 23-25 | 25-13 | 25-15 | 25-20 |       | 98–73            |
| 21-08-14 | Perú - Brasil         | 0–3       | 17-25 | 21-25 | 12-25 |       |       | 50–75            |
| 21-08-14 | Argentina - Venezuela | 3–0       | 25-17 | 25-13 | 25-19 |       |       | 75–49            |
| 21-08-14 | Colombia - Chile      | 3–0       | 25-15 | 25-12 | 25-15 |       |       | 75–42            |
| 22-08-14 | Perú - Chile          | 3–1       | 24-26 | 25-14 | 25-19 | 25-10 |       | 99–69            |
| 22-08-14 | Brasil - Venezuela    | 3–0       | 25-22 | 25-17 | 25-12 |       |       | 75–51            |
| 22-08-14 | Colombia - Argentina  | 3–0       | 25-17 | 25-17 | 25-23 |       |       | 94–84            |
| 05-07-14 | Chile - Venezuela     | 3–0       | 25-16 | 25-18 | 25-22 |       |       | 75–56            |
| 05-07-14 | Brasil - Argentina    | 3–0       | 25-18 | 25-21 | 25-13 |       |       | 75–52            |
| 05-07-14 | Colombia - Perú       | 3-0       | 25-23 | 25-20 | 25-18 |       |       | 75-61            |
| 06-07-14 | Perú - Venezuela      | 3–0       | 25-21 | 25-13 | 25-14 |       |       | 75–48            |
| 06-07-14 | Argentina - Chile     | 3 – 1     | 25-19 | 25-13 | 23-25 | 25-21 |       | 98-78            |
| 06-07-14 | Colombia - Brasil     | 0 – 3     | 13-25 | 18-25 | 12-25 |       |       | 33–75            |

## Posiciones finales
| Pos | Equipo    |
| --- | --------- |
|     | Brasil    |
|     | Colombia  |
|     | Perú      |
| 4   | Argentina |
| 5   | Chile     |
| 6   | Venezuela |